# Nørre Søby Kirke
Nørre Søby Kirke ligger i landsbyen Nørre Søby ca. 11 km syd for Odense. Kirken ligger tæt på Søby Sø.
Selvom kirken er opført i gotikken, er den eneste middelalderlige kilde til den fra 1524-26, da Nørre Søby Kirke betalte 10 mark ved landehjælpen. Kirken havde allerede i middelalderen nær relation til herregården Søbysøgård, men tilfaldt som de fleste andre kirker Kronen ved reformationen 1536. Båndet blev dog retableret 1549, da Axel Urne modtog patronatsretten til "sin sognekirke Søbye". Patronatsretten lå fortsat til herregården frem til 1932, da den overgik til selveje forud for Søbysøgårds omdannelse til ungdomsfængsel.
Nørre Søby Kirke har Heden Kirke som anneks; dette forhold går tilbage til mindst 1590.

## Bygning
Kirken er i sin kerne en gotisk teglstensbygning, af hvilken skibets langmure er bevarede. De er ca. 10 m lange. Det peger på, at det oprindelige kor har været ca. 5 m langt; altså en ganske beskeden kirke.
De senmiddelalderlige ændringer blev indledt med en forlængelse af skibet mod vest. Herefter blev koret ændret til et langhuskor og kirken overhvælvet o. 1530. Et tårn er rejst over vestforlængelsen og der blev bygget et nu forsvundet våbenhus før 1550. På det tidspunkt lod Axel Urne koret opføre mod øst. Det er både bredere og højere end skibet og har affasede hjørner mod øst. Det har været tænkt som gravkor for Urneslægten på Søbysøgård; der er fortsat gravkrypt under koret.

## Inventar
Kirkens middelalderlige inventar omfatter en romansk granitdøbefont af "Vindingetype" og en klokke støbt 1470 af Johannes Nicolai.
Altertavlen er et bemærkelsesværdigt, nederlandsk arbejde, der ifølge biskop Jacob Madsen blev anskaffet 1551 af Axel Urne og altså indgik i indretningen af det gravkor, Axel Urne lod indrette i de år. Der er tale om en malet altertavle med fløje og svungen top. I storfeltet er et maleri af Korsfæstelsen og i fløjene af Jesu fremstilling for Folket samt Gravlæggelsen. I lukket stand viser tavlen Bønnen i Gethsemane Have.
Også de vigtigste inventaranskaffelser fra 1600-tallet er tilkommet via Urneslægten, idet Christian Urne og Anne Sophie Krabbe nyindrettede kirken 1654-56 i tidens bruskbarokke stil med både herskabsstole (1654), prædikestol og alterstager (1655) og en døbefont af træ fra 1656. Alle disse arbejder kan tilskrives den samme billedskærer, der er uidentificeret, men særlig prædikestolens hjørnehermer, engleansigter og vrængemasker viser, at han nok var udlært i Anders Mortensens værksted. Altersølvet stammer også fra 1600-tallet, men er omdannet 1746 på kirkeejer Frederik von Holstens foranledning.
De to store malerier af Johannes og Sankt Peter, der hænger i koret, er malet af major Sophus Schack 1848.

## Gravminder
Som bygningen og inventaret er også broderparten af gravminderne knyttet til Søbysøgård. Alle tre bevarede gravsten er lagt over herregårdens beboere. Den ældste sten er lagt over Jørgen Urne o. 1480 og er et hovedværk i renæssancens fynske stenhuggerkunst. De to yngre er dels lagt over Knud Urne og hustru Inger Walkendorff o. 1543, dels over Knud Urne fra o. 1552 og tillagt stenhuggeren kaldet "Odense-ornamentisten".
Axel Urnes gravkapel i koret er utilstrækkeligt dokumenteret. Biskop Jacob Madsen beskrev det 1590 som 'bygget op bag koret', og det er tænkeligt, at koret har været delt i to af et panelværk, og kisterne så har stået i den østligste del og med tiden sikkert også ned langs dets sider. Kapellet var endnu i brug i 1700-tallets sidste halvdel og er nok nedlagt ved en istandsættelse o. 1785. Herefter er kisterne formentlig flyttet ned i gravkrypten under koret, hvorfra en række kistebeslag er fremdraget og nu ophængt på tavler i koret og skibet.

## Eksterne kilder og henvisninger
- Wikimedia Commons har flere filer relateret til Nørre Søby Kirke
- Nørre Søby Kirke Arkiveret 5. marts 2016 hos  Wayback Machine hos nordenskirker.dk
- Nørre Søby Kirke hos KortTilKirken.dk
- Nørre Søby Kirke hos danmarkskirker.natmus.dk (Danmarks Kirker, Nationalmuseet)